# 福米ともみ
福米 ともみ（ふくべ ともみ、10月10日 - ）は、日本の漫画家。福岡県大牟田市出身。血液型はB型。
「福米トモ」のペンネームで、『GUTSで行こう!』が第64回S・B賞受賞。それがデビューのきっかけとなり、1997年、『りぼんオリジナル』（集英社）8月号にて同作品でデビュー。
『りぼん』（同）で2008年まで『ハローキティDOKI☆』を、2009年まで『ももぶた』を連載していた。

## 関連書籍
- りぼん新人まんが家デビュー作集 15　
  - 1998年6月20日発行 ISBN 9784088560885
  - 『GUTSで行こう!』、他5編。
- 偽ハニィ×仮ダーリン（全1巻）
  - 2001年6月20日発行 ISBN 9784088562933
  - 併録:GUTSで行こう!（デビュー作）、ベリーベリーストロベリー、強気なヒロイン、となりのビジュアルBOY
- ドキドキのおまけ（全1巻）
  - 2002年11月15日発行 ISBN 9784088564203
  - 併録:ドキドキのおまけ 〜由ちゃんの場合〜、強い弱いボクら、14歳のユウウツ、空を越えるロマンス
- ももぶた（以下続巻）
  - 第1巻 2007年6月15日発行 ISBN 9784088567501